# GeoTIFF
GeoTIFFはTagged Image File Formatファイルにジオリファレンス情報が埋め込まれたパブリックドメインの標準規格メタデータである。
投影法 (地図)、座標、楕円体、測地系、その他正確な位置情報を参照するため必要に応じた情報が追加されており、TIFF 6.0に完全準拠している。
ジェット推進研究所で勤務していたDr. Niles Ritterにより策定された。